# اندیس سلطان بابا
سلطان بابا یک اندیس فلزی است که در حوالی شهر رودبار استان گیلان قرار دارد و مادهٔ معدنی موجود در آن، طلا است.  